# Fatehpur Síkrí
Fatehpur Síkrí (hindsky फ़तेहपुर सीकरी či též फ़तहपुर सीकरी, urdsky فتح پور سیکری‎) je indické malé město ve státě Uttarpradéš. Plánované bylo jako nové hlavní město Mughalské říše z konce 16. století, nicméně nebylo nikdy dostavěno. Zdejší architektonické památky jsou dnes unikátní ukázkou mughalské architektury. 
Na rozdíl od řady měst rozvíjených v téže době nevzniklo v rovině ale na skalním srázu. Vzdálené je 35 km západně od Ágry, 180 km východně od Džajpuru a 180 km jižně od Dillí. 
V roce 2011 žilo ve Fatehpuru Sírkí celkem 32 905 obyvatel.

## Historie
Město nechal vystavět tehdejší panovník Mughalské říše Akbar Veliký, který se odsud chystal vládnout. Založeno bylo roku 1571 v blízkosti několika starších osad. Název přijalo podle původní vesnice v blízkém okolí, doplněné o název Fatehpur. Vzniklo na místě, které preferoval již jeho předchůdce, císař Bábur. Hlavní myšlenkou mughalských vládců své doby bylo opustit již v 16. století přelidněnou Ágru.
Ač bylo velkolepě plánováno a vznikla zde řada výstavních paláců, bylo nakonec nejprve v roce 1585 císařem Akbarem opuštěno a do roku 1610 jej opustil i císařský dvůr. Hlavním technickým problémem se ukázalo být nejspíše zásobování vodou. Ještě v roce 1601 jej císař jednou navštívil. V téže době poznamenal britský obchodník William Finch, že město bylo zcela opuštěné a domy v troskách.[zdroj?] Později mughalský císař Roshan Akhtar Bahadur (Muhammad Šáh) nařídil město obnovit, vzhledem k slábnutí vlivu říše se mu ale nedostávalo finančních prostředků a obnova města se tak nezdařila.
Okolo plánovaného města bylo vybudováno opevnění, výstavba však hranic města nikdy nedosáhla. V 19. století byly hradby prolomeny, aby uvolnily cestu pro železniční trať z nedaleké Ágry. 
Pro svou historickou hodnotu bylo v roce 1986 přijaty na Seznam světového dědictví UNESCO. Dnes jsou původní budovy z doby vlády císaře Akbara častým cílem turistických výprav.